# Speocera asymmetrica
Speocera asymmetrica är en spindelart som beskrevs av Tong och Li 2007. Speocera asymmetrica ingår i släktet Speocera och familjen Ochyroceratidae. Inga underarter finns listade i Catalogue of Life.